# Kotnowo
Kotnowo – wieś w Polsce położona w województwie kujawsko-pomorskim, w powiecie wąbrzeskim, w gminie Płużnica.
W latach 1954–1957 wieś należała i była siedzibą władz gromady Kotnowo, po jej zniesieniu w gromadzie Płużnica. W latach 1975–1998 miejscowość administracyjnie należała do województwa toruńskiego. Według Narodowego Spisu Powszechnego (III 2011 r.) liczyła 122 mieszkańców. Jest dwunastą co do wielkości miejscowością gminy Płużnica.